# Protosticta lepteca
Protosticta lepteca är en trollsländeart som beskrevs av Van Tol 2005. Protosticta lepteca ingår i släktet Protosticta och familjen Platystictidae. Inga underarter finns listade i Catalogue of Life.